# Patrick Christopher
James Patrick Christopher (Artesia, 3 giugno 1988) è un ex cestista statunitense.

## Carriera
Ha disputato 26 incontri nella LNB Pro A con la maglia dello Cholet Basket. Nel 2012-13 ha militato nel Beşiktaş, nel massimo campionato turco.

## Palmarès

### Squadra
- Coppa del Presidente: 1

Beşiktaş: 2012

### Individuale
- All-NBDL All-Defensive Second Team (2014)